# Beata Pacut
Beata Anna Pacut-Kłoczko (* 13. Dezember 1995 in Bytom) ist eine polnische Judoka. Sie gewann 2021 den Europameistertitel im Halbschwergewicht.

## Sportliche Karriere
Beata Pacut war 2015 und 2018 polnische Meisterin im Schwergewicht, 2019 war sie polnische Meisterin im Halbschwergewicht bis 78 Kilogramm.
International trat Pacut meist im Halbschwergewicht an. 2014 war sie Zweite der Junioreneuropameisterschaften und Dritte der Juniorenweltmeisterschaften. 2015 war sie Dritte der U23-Europameisterschaften im Schwergewicht, 2017 war sie im Halbschwergewicht Dritte. 2019 belegte sie den dritten Platz bei den Militärweltspielen, nachdem sie zuvor sowohl bei den Europameisterschaften als auch bei den Weltmeisterschaften in der ersten Runde ausgeschieden war.
2020 erreichte sie das Viertelfinale bei den Europameisterschaften in Prag und unterlag dann der Französin Madeleine Malonga, nach einem Sieg in der Hoffnungsrunde unterlag sie im Kampf um den dritten Platz der Kroatin Karla Prodan. 2021 erreichte sie das Finale beim Grand Slam in Antalya und unterlag dann der Japanerin Shori Hamada. Bei den Europameisterschaften 2021 in Lissabon besiegte Pacut im Viertelfinale die Französin Fanny Posvite und im Halbfinale die Französin Audrey Tcheuméo. Das Finale entschied sie gegen die Niederländerin Guusje Steenhuis für sich. Bei den Olympischen Spielen in Tokio schied Pacut im Achtelfinale gegen die Japanerin Shori Hamada aus. 
2022 erkämpfte Beata Pacut durch einen Sieg über die Deutsche Alina Böhm eine Bronzemedaille bei den Weltmeisterschaften in Taschkent. Nachdem Pacut 2023 sowohl bei den Weltmeisterschaften in Doha als auch bei den Europameisterschaften in Montpellier vorzeitig ausgeschieden war, erreichte sie 2024 bei den Weltmeisterschaften in Abu Dhabi den siebten Platz. Bei den Olympischen Spielen 2024 in Paris schied Pacut im Achtelfinale gegen die Niederländerin Guusje Steenhuis aus.